# Ролович, Огнен
Огнен Ролович (черног. Огњен Роловић/Ognjen Rolović; род. 25 августа 1993, Подгорица) — черногорский футболист, нападающий.

## Клубная карьера
Футбольную карьеру начинал в клубе «Младост» из своего родного города. В его составе дебютировал 16 марта 2011 года в чемпионате Черногории. Ролович появился на поле на 81-й минуте, но результативными действиями отметиться не успел. 7 апреля 2012 года забил свой первый гол в профессиональной карьере, отличившись на 11-й минуте матча с «Ловченом», однако, это не помогло его клубу завоевать очки в этой игре (1:3). Нападающий редко попадал в состав, в основном выходя на замену по ходу встречи. За три сезона, проведённые в «Младости» он принял участие в 14 встречах, в которых забил один мяч.
Для получения игровой практики перед началом сезона 2012/2013 Ролович отправился в аренду в «Забьело», выступающий в третьей черногорской лиге. Следующий сезон он провёл в клубе «Србия», выступавшем в пятом по силе дивизионе Швеции. Там черногорец принял участие в 10 матчах, в которых сумел отличиться дважды. По окончании аренды завершился контракт Роловича и «Младости», поле чего перешёл в команду второй лиги — «Ком». В новой команде принял участие в 12 матчах, после чего по соглашению сторон расторг контракт и покинул клуб.
Летом 2016 года Ролович перебрался на Мальту, где стал игроком «Керчем Аякс», выступавшем во второй футбольной лиге. Отыграв в команде 7 матчей и забив в них 3 мяча, черногорец в ноябре покинул клуб. Но спустя полгода вернулся в команду и, удачно проявив себя (в 10 матчах забил 11 мячей), получил приглашение в «Биркиркару». Арендное соглашение было рассчитано на полгода. В её составе дебютировал в Премьер-лиге 10 февраля 2018 года в матче против «Слимы Уондерерс». 7 апреля в игре с «Хибернианс» Ролович забил свой первый мяч, отличившись с пенальти в компенсированное к матчу время, чем помог своей команде избежать разгромного поражения (1:3). Вместе с командой дошёл до финала кубка страны, где сумел отличиться на 87-й минуте, но это не спасло клуб от поражения 1:2. В общей сложности в составе «Биркиркары» он принял участие в 11 играх и забил пять мячей.
В середине 2018 года Ролович переехал в Албанию, где подписал соглашение на год с клубом «Камза». Дебютировал в его составе в Албанской Суперлиге 18 августа в игре с «Тираной». В декабре покинул клуб по обоюдному согласию.
В марте 2019 года он на правах свободного агента перешёл в стан действующего чемпиона Грузии — «Сабуртало». В его составе стал обладателем Кубка Грузии и бронзовым призёром чемпионата, а также дебютировал в еврокубках. В первом квалификационном раунде Лиги чемпионов он по разу отличился в двух матчах с молдавским «Шерифом», чем помог команде пройти дальше по сумме двух встреч (6:1).
21 марта 2020 года стал игроком белорусского «Минска». Первую игру в Высшей лиге на следующей день против «Белшины». Черногорец вошёл в игру на 75-й минуте вместо Владимира Хващинского. 2 мая забил свой единственный мяч, отличившись в домашнем матче с «Торпедо-БелАЗ». В конце июня, сыграв 9 игр в чемпионате, Ролович покинул «Минск», расторгнув контракт по соглашению сторон.

## Достижения
Биркиркара
- Финалист Кубка Мальты: 2017/18

 Сабуртало
- Обладатель Кубка Грузии: 2019
- Бронзовый призёр чемпионата Грузии: 2019